# JR West série 683
Pour les articles homonymes, voir Série 683 (homonymie).
La série 683 (683系, 683-kei) (683けいでんしゃ/683 keidensha ) est un type de rames automotrices électrique (EMU) bicourant, utilisées pour les services inter-cités et limited express, introduit en 2001 par la "West Japan Railway Company" ("JR West"), et actuellement exploités par la West Japan Railway Company (JR West), et anciennement l'"Hokuetsu Express".

## Description

### Extérieure
Les éléments communs à toutes les séries sont décrits ici, et les changements pour chaque versions sont détaillés dans les sections suivantes.
La carrosserie est en alliage d'aluminium, et la structure du châssis , à l'exception de la structure d'extrémité , adopte une structure à double peau avec une section transversale en treillis creux. La forme du nez du véhicule de tête peut être une structure avec intercirculation et une structure sans (nez pointu) qui tient compte du mouvement entre les trains au moment de la connexion. Mais en raison de la prise en compte de l'ajout de rames et de l'utilisation vers d'autres lignes lorsqu'il y a de nombreux clients , les versions avec le nez avec intercirculation est en augmentation . les nez sans intercirculation suit le style de la série 681 et le front est profilé avec une grande feuille de verre incurvée. Le coupleur de type Shibata à contact étroit est passé du type rétractable de la série 681 à un type fixe, simplifiant le couvercle du coupleur. 
En ce qui concerne la voiture de tête au nez sans intercirculation, la forme du verre des feux a été modifiée par rapport à la série 681, et la caractéristique est que le feu blanc et le feu rouge  sont intégrés . De plus, les vitres latérales de la cabine sont passées du type carré des voitures produites en série de la série 681 au type triangle rectangle , qui est similaire aux voitures de pré-production (série 1000).
La longueur de la carrosserie est de 21 160/20 670 mm (voiture de tête/voiture intermédiaire) et la largeur de la carrosserie est de 2 915 mm. La hauteur du plancher est de 1 125 mm, soit 35 mm de moins que la série 681, et la marche avec la plate-forme est plus petite . La section transversale de la carrosserie est presque la même que celle de la série 681 par souci de cohérence avec les trains existants, mais comme la structure du toit est construite à l'aide d'extrusions d'aluminium, la forme de la section transversale du toit est très légèrement différente, et la hauteur du toit est abaissée de 60 mm . 
Les vitres latérales utilisent du verre anti-UV et chacune des deux rangées de sièges ont des fenêtres indépendantes. Mais après la rénovation et les nouvelles couleurs en reliant les fenêtres avec de la peinture noire, cela ressemble à une fenêtre continue.
Depuis son achèvement, un capot de prévention des chutes a été fixé à la surface médiane du pignon de la voiture .

### Intérieure
Des toilettes et des sanitaires (lavabos uniquement) sont installés dans les voitures d'accompagnement au sein de la formation (2 voitures sur 3), et l'une d'entre elles est accessible aux fauteuils roulants.
Aux deux extrémités de la cabine, un dispositif d'affichage d'information (arrêts, perturbations etc.) à LED 3 couleurs est installé. De plus, un carillon de porte est installé à la porte d'embarquement . Le jingle est le même que la série 223 . La porte de séparation entre le couloir et la cabine est  à l'origine une porte automatique. Les ouvertures et fermetures inutiles de la porte de séparation lors d'encombrements ont permis de reconsidérer la situation en adoptant un type de capteur tactile.
Les voitures ordinaires ont des sièges inclinables, organisés en 2 + 2, sont équipées d'une tablette , ont des accoudoirs intégrés , et d'une lampe de lecture ( installée au bas du rack ). Le pas de siège est de 970 mm et la couleur de la moquette de siège est divisée en rose saumon pour les voitures impaires et en gris-bleu pour les voitures paires, mais dans la série 683-4000, toutes les voitures sont unifiées en bleu , et la forme des sièges a été modifiée pour une conduite confortable. 
Les voitures vertes (Green cars / 1ere) ont des sièges inclinables organisés en 2 + 1 . Le pas d'assise est de 1 160 mm et il est équipé d'une siège avec accoudoirs intégrés et d'un repose-pieds. Comme les sièges verts des trains "Shinkansen" des séries 681 et 500 , il comporte un appui-tête au-dessus du dossier.
Dans la série 2000, des prises électriques sont installées sur les sièges des voitures ordinaires, et dans la série 4000, l'installation a été étendue à tous les sièges des voitures vertes en plus des sièges d'extrémité des voitures ordinaires.
En raison de la diffusion des téléphones portables, la série 4000 n'a pas été équipée de téléphones publics dans la voiture depuis le début de la fabrication, et des espaces libres sont prévus pour être utilisés pour les appels téléphoniques mobiles ,et sont installés dans les voitures 2, 6 et 8. Ces espaces étaient à l'origine prévu pour être un fumoir, mais pendant la production des trains, la politique a été changée en une politique non-fumeur pour les trains Express Limités des lignes conventionnelles. Finalement, avec le début de l'exploitation commerciale, il a fonctionné comme un espace libre pouvant être utilisé pour les appels téléphoniques mobiles.

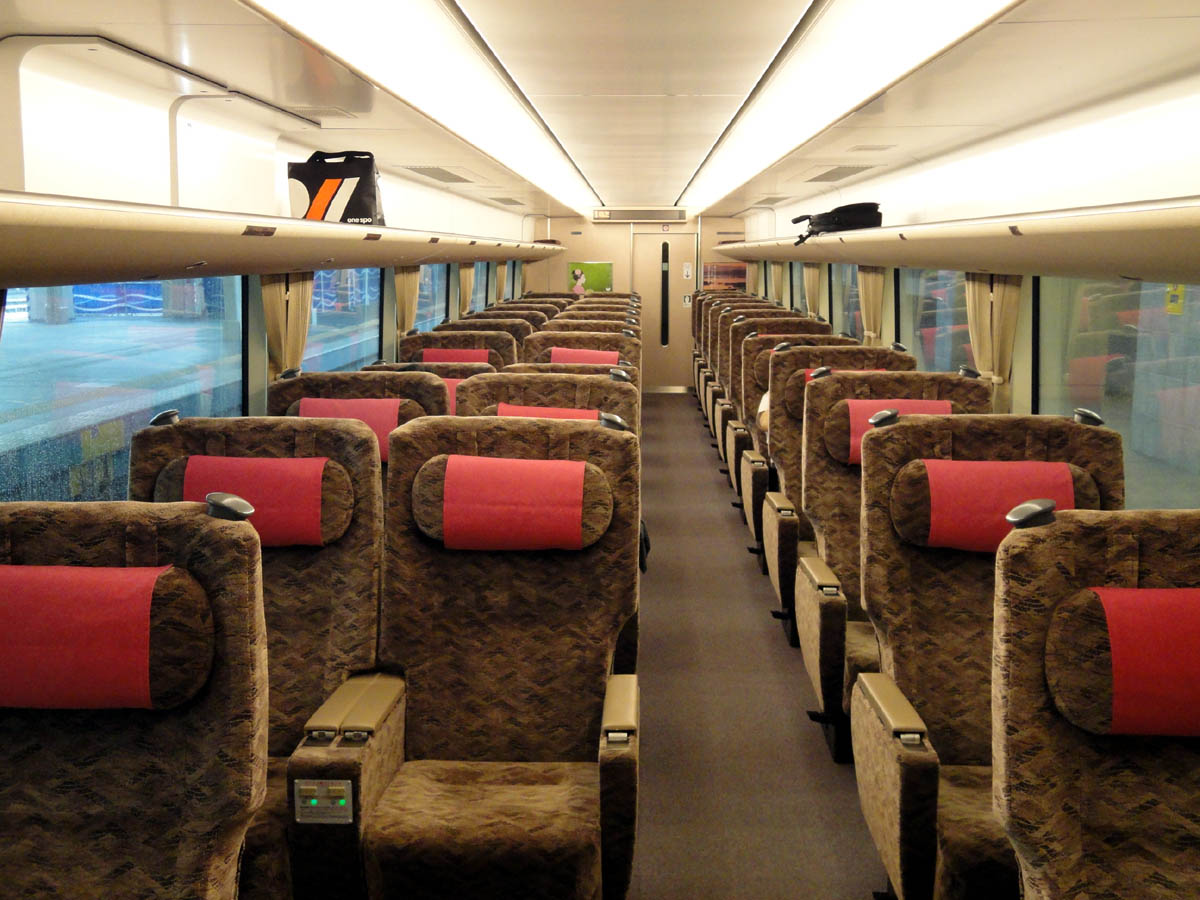
Voiture verte (série 683-4000)
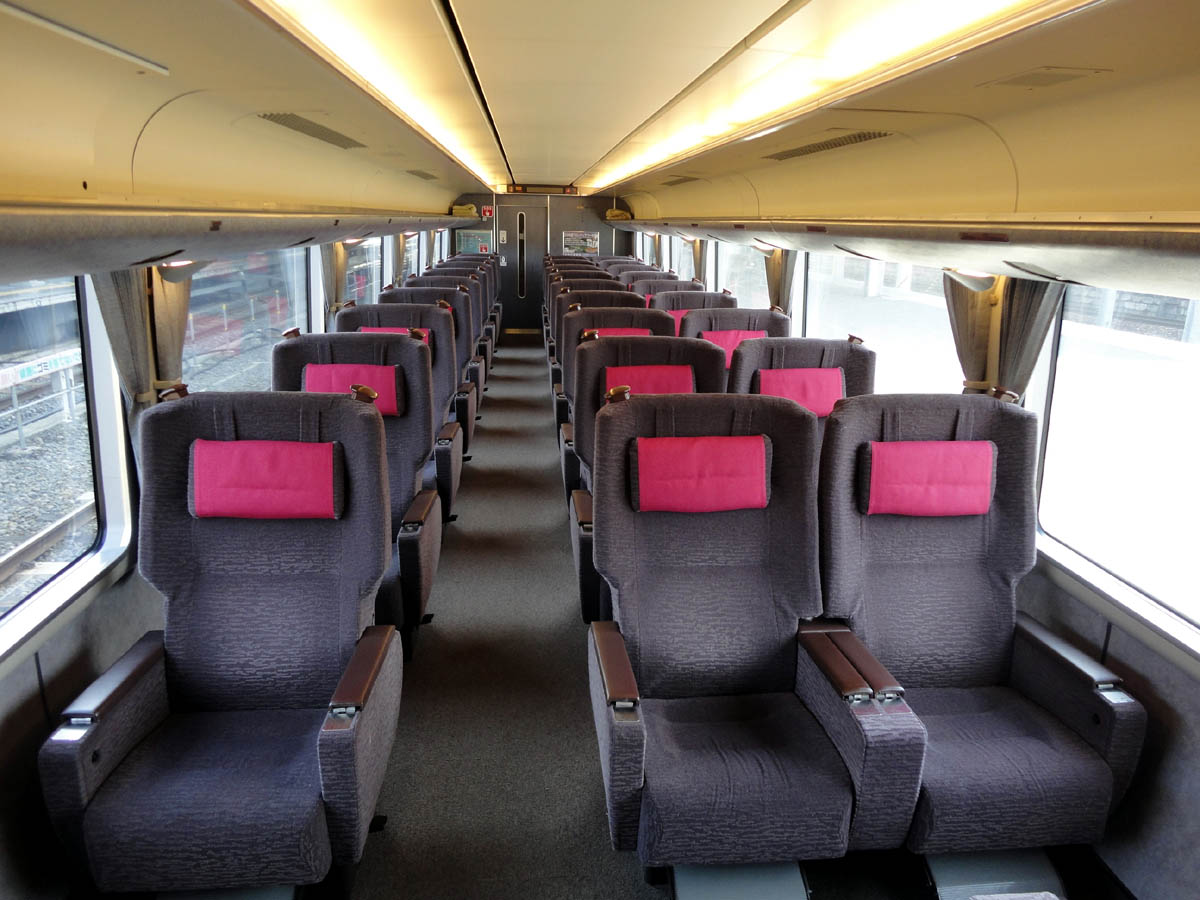
Voiture verte (série683-2000)
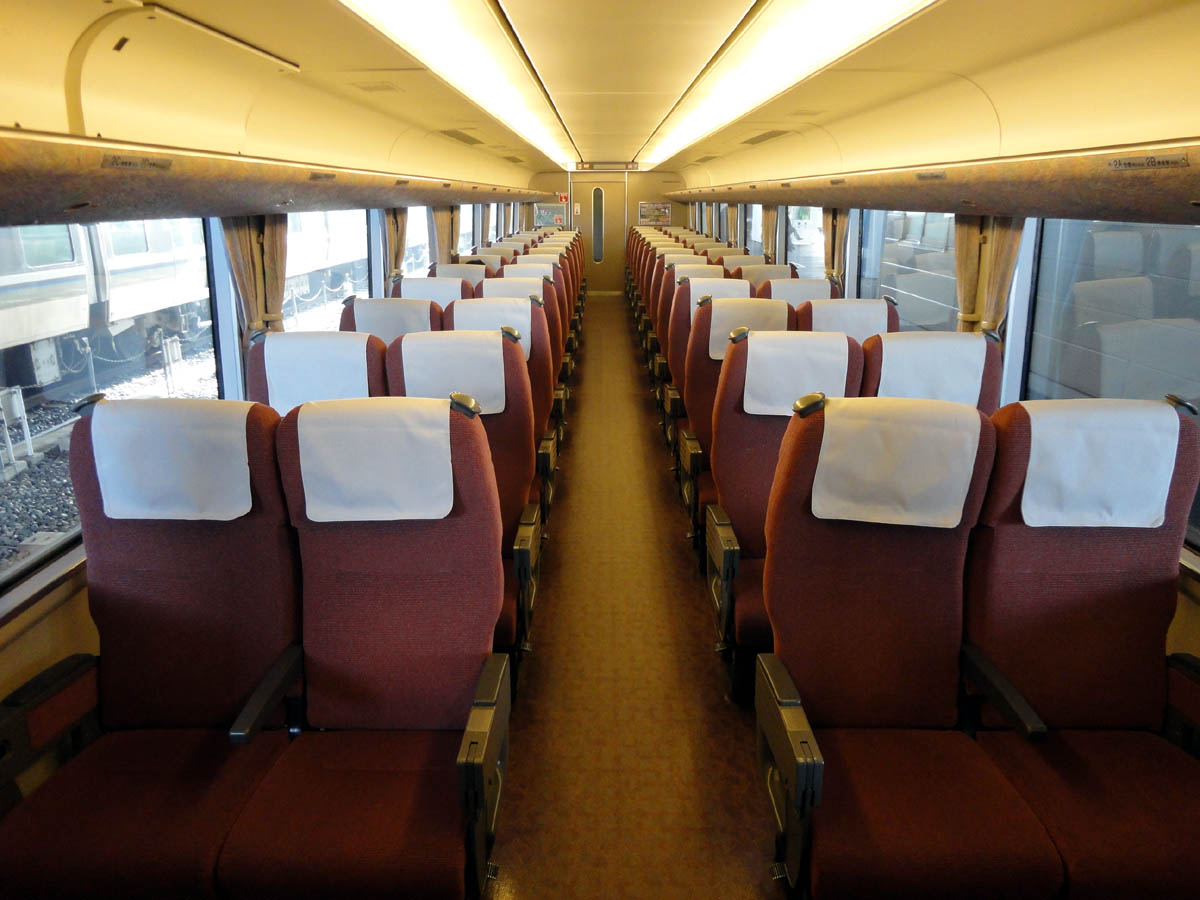
Voiture ordinaire (série 683-2000)
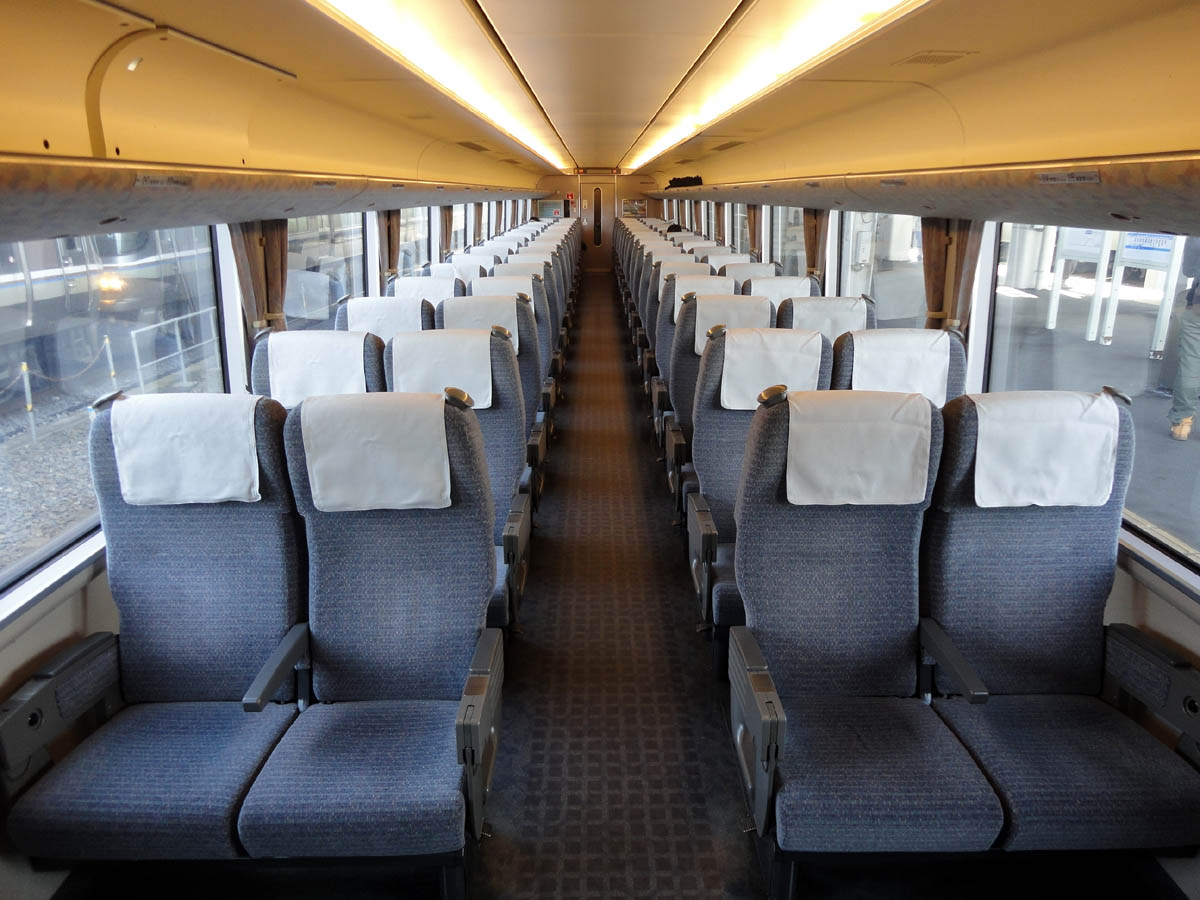
Voiture ordinaire (série 683-2000)
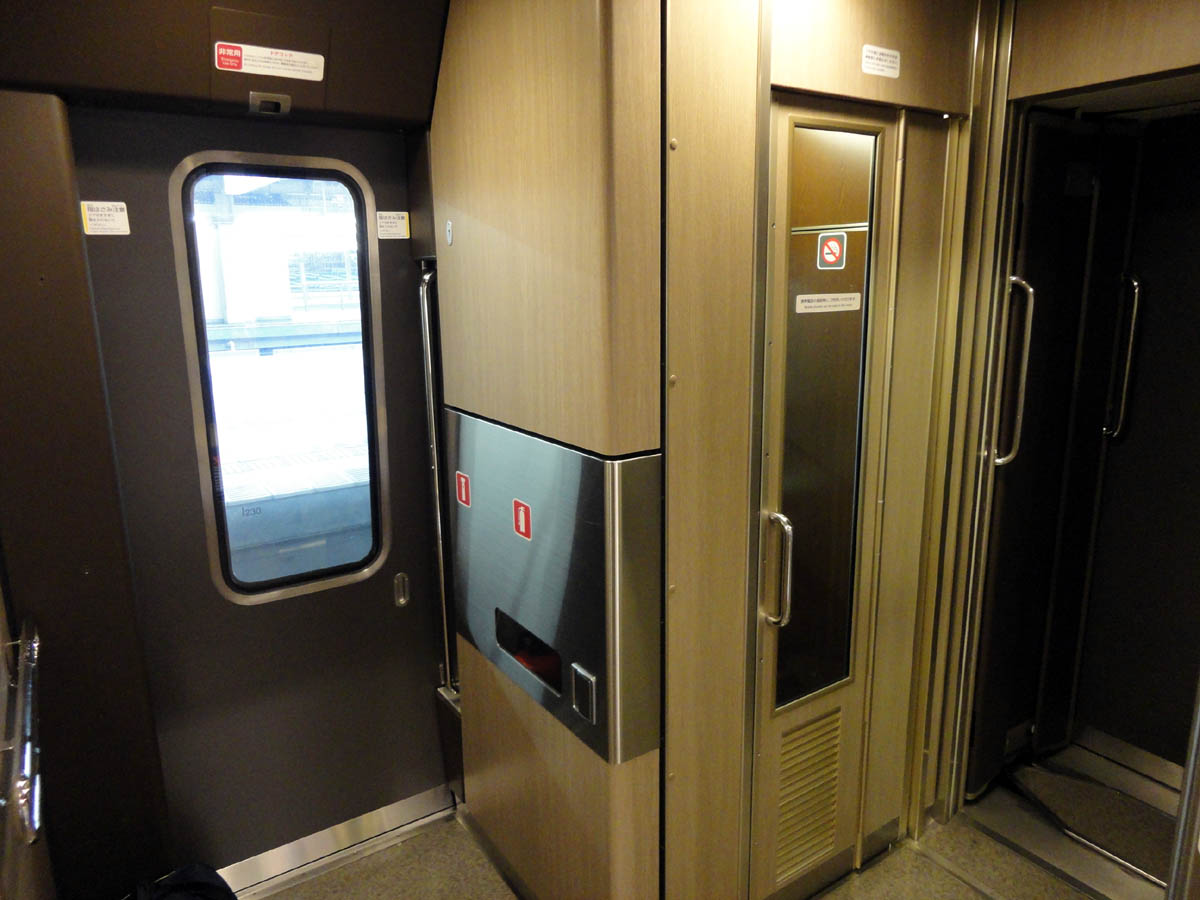
Couloir, toilettes, et porte de la série 683-4000.

## Caractéristiques techniques
La motrice M est équipée uniquement d'équipements nécessaires aux sections à courant continu, et la motrice M-Tp (p est un pantographe) ainsi que la voiture d' accompagnement (voiture Tp) est équipée d' équipements compatibles AC et DC tels que les pantographes, transformateurs et redresseurs. Cela facilite le partage et la disposition d'équipements pour des trains bicourant et présente l'avantage d'éviter les problèmes causés par un mélange d'équipements à très haute tension et d'équipements à haute et basse tension en termes de maintenance. De plus, l'organisation est configurée en incorporant une voiture d'accompagnement (voiture T) sans équipement technique. Il est également possible de créer une composition telle que M-T-Tp en prenant en sandwich un véhicule d'accompagnement entre les unités .
La voiture M est équipée d'un système de contrôle et d'un compresseur d'air, tandis que la voiture Tp est équipée d'un transformateur principal, d'un redresseur principal et d'un pantographe. Le transformateur principal (WTM27) a une capacité de 1 200 kVA avec un système d'auto-refroidissement par ventilation forcée.
Le redresseur principal WPC12 adopte un convertisseur PWM auto-commuté afin de se conformer aux " Directives harmoniques pour les clients recevant une haute tension ou une très haute tension " indiquées par l' Agence des ressources naturelles et de l' énergie du ministère du commerce international et de l'industrie. Il a une configuration à deux groupes sur la formation, et en cas de panne sur l'un des groupes, l'autre prend le relais pour permettre un fonctionnement continu.
Le dispositif de contrôle du véhicule est un onduleur PWM à source de tension à 3 niveaux WPC11 utilisant des éléments IGBT Mitsubishi ou Toshiba. Cinq onduleurs (quatre unités de circuit principal de puissance + l'onduleur statique) sont installés sur une motrice , et un système de contrôle 1C1M est adopté dans lequel un onduleur contrôle un moteur de traction. En cas de panne de l'alimentation auxiliaire (l'onduleur statique), l'onduleur du circuit principal est commandé par CVCF pour assurer une sauvegarde de l'alimentation auxiliaire.
Le compresseur d'air est équipé d'une vis à faible bruit de type WMH3098-WRC1600 intégrée à un déshumidificateur. Le compresseur d'air à vis a été utilisé dans la série 223 série 2000 .
Le pantographe de type diamant à cadre inférieur WPS27C est le même que celui de la série 681. La série 683-4000 a reçu un type WPS28D à un bras pour empêcher la neige de s'accumuler sur le pantographe.
Un moteur à induction triphasé à cage d'écureuil WMT105 est adopté comme moteur principal, et quatre unités sont installées par motrice, soit 2 par bogie (Bogie bimoteur). La puissance nominale horaire a été augmentée à 245 kW en tenant compte de l'exploitation dans des sections inclinées telles que la ligne principale Shinetsu.
Les climatiseurs sont équipés d' un WAU704B centralisé par voiture. La fonction de purificateur d'air est installée dans la section du filtre à rouleaux, et en augmentant le nombre d'étages de contrôle de puissance du ventilateur de 2 à 3, un contrôle plus fin devient possible. De plus, le réfrigérant a été changé du fréon à un gaz mixte de trois types pour des raisons environnementales. La capacité de réfrigération est de 36 000 kcal/h .
Lors du passage dans la section morte , le circuit principal est commuté en actionnant le sélecteur AC/DC sur le siège du conducteur. L' éclairage interne de la voiture est un système d'alimentation en courant continu (110V), et il passe à l'alimentation sur batterie de stockage lors du passage dans la section morte, donc normalement lors du passage sur la section morte les lumières ne s'éteignent pas.
Les bogies sont des bogies bimoteur sans traversin de type WDT301 (bogie moteur) et WTR301 (bogie porteur). Afin d'améliorer le confort de conduite, l' intervalle central du ressort pneumatique a été élargi de 30 mm à 1 980 mm, et en raison de la hauteur de plancher inférieure, la forme du cadre latéral a été modifiée et la position de montage du ressort de coussin a été abaissée de 20 mm . De plus, le bruit dans la cabine est réduit en installant la barre de torsion du dispositif anti-roulis qui supprime le roulis pendant la conduite du côté du châssis de bogie qui s'éloigne de la caisse de la voiture  . Un amortisseur de lacet est également installé.
Le système de freinage de base du WDT301 est un système de bande de roulement. En effet, il ne prend pas en compte le fonctionnement à des vitesses supérieures à 130 km/h, et des préparatifs sont en cours pour passer au système de frein à disque à étrier utilisé dans la série 681 à l'avenir. Le système de freinage de base du WTR301 est une combinaison de freins à bande de roulement et de freins à disque (2 disques par essieu).
En ce qui concerne les équipements de sécurité, les équipements ATS-SW et ATS-P, ainsi que les équipements EB et TE, ils seront installés dès le début de la nouvelle production . 

## Variantes

### Séries 683-0/1000/2000
Série 683-0
De 2001 à 2002, six formations de base de six voitures (formations T21 - T26) et six formations accessoires de trois voitures (T31 - T36) ont été fabriquées. Le côté de la carrosserie porte un emblème THUNDERBIRD , similaire à ceux de la série 681 . Les couleurs sont ■gris ■bleu et ■ blanc .
Concernant la formation attachée à 3 caisses, en choisissant que les deux extrémités de la formation aient une structure de cabine surélevée avec passerelle d'interconnexion, il est possible de créer des formations flexibles telle que 6 voitures de base + 3 voitures accessoires + 3 voitures accessoires.
En raison de l'ajout de la série 683-4000, qui sera décrite plus tard, toutes les formations de la série 683-0 ont été transférés au dépôt général de Kyoto (actuellement la succursale de Kyōtō du matériel roulant général de Suita ) d'octobre 2009 à mars 2011 ,.Le code de coquille des formations de base est passée de T21-T26 à W31-W36, et les formations rattachées sont passées de T31-T36 à V31-V36.
En 2015, l'orientation de la formation de base a été modifiée et la voiture de tête la plus proche de Kanazawa est devenue une "Green Car" (1ere classe).
Série 683-2000
Cette numérotation fut a l'origine pour les trains affectés au service Shirasagi.
Formation pour « Shirasagi »
De 2002 à 2003, 12 formations de base de 5 voitures (formations S1 - S12) et 9 formations attachée de 3 voitures (S21 - S29) ont été créées dans le but de remplacer la série 485 ,utilisée sur le service "Shirasagi" et "Kaetsu was". L' emblème SHIRASAGI avec une illustration d'un héron blanc a été placé sur le côté du véhicule . 
La bande fine en dessous de la bande grise est différente du bleu  uniforme des formations du Thunderbird, le côté supérieur étant bleu ■, et la partie inferieure orange ■ . Concernant la ligne orange, JR West déclare : « Elle a été ajoutée afin d'empêcher les passagers de monter par erreur sur le Thunderbird. Elle représente simplement l'image d'une connexion directe vers Nagoya" .
Lors de la révision des horaires du 15 mars 2003 , 4 formations de base (formations S01 - S04) et 6 formations attachées, ont été exploitées de novembre à décembre 2002, afin d'être utilisées pour les 4 allers-retours de « Shirasagi » entre la gare de Nagoya et Toyama. Les formations suivantes ont été mises en place entre 2002 et 2003 pour remplacer les série 485 sur les différents services de Shirasagi et Kaetsu was.
Lors de la révision des horaires du 14 mars 2015,une grande opération de chaises musicales a été menée pour les affectations. Le Shirasagi a remplacé ses séries 683-2000 par la série 681, ou les série 683-8000 issues de l' Hokuetsu Express, et a été retiré du service la veille. Immédiatement après le retrait du service « Shirasagi », les séries 683-2000 ont été utilisées comme substitut sur certains trains, mais a ensuite été modifiées pour devenir la série 289 après avoir été converti au seul courant continu.
Formation pour "Thunderbird"
En 2005, 12 voitures (4 formations de 3 voitures (R10 - R13)) de la série 683-2000 ont été fabriquées pour l'ajouter sur « Thunderbird ». Toutes les voitures sont fabriquées par Kinki Sharyo.Elle ont la livrée Thunderbird.

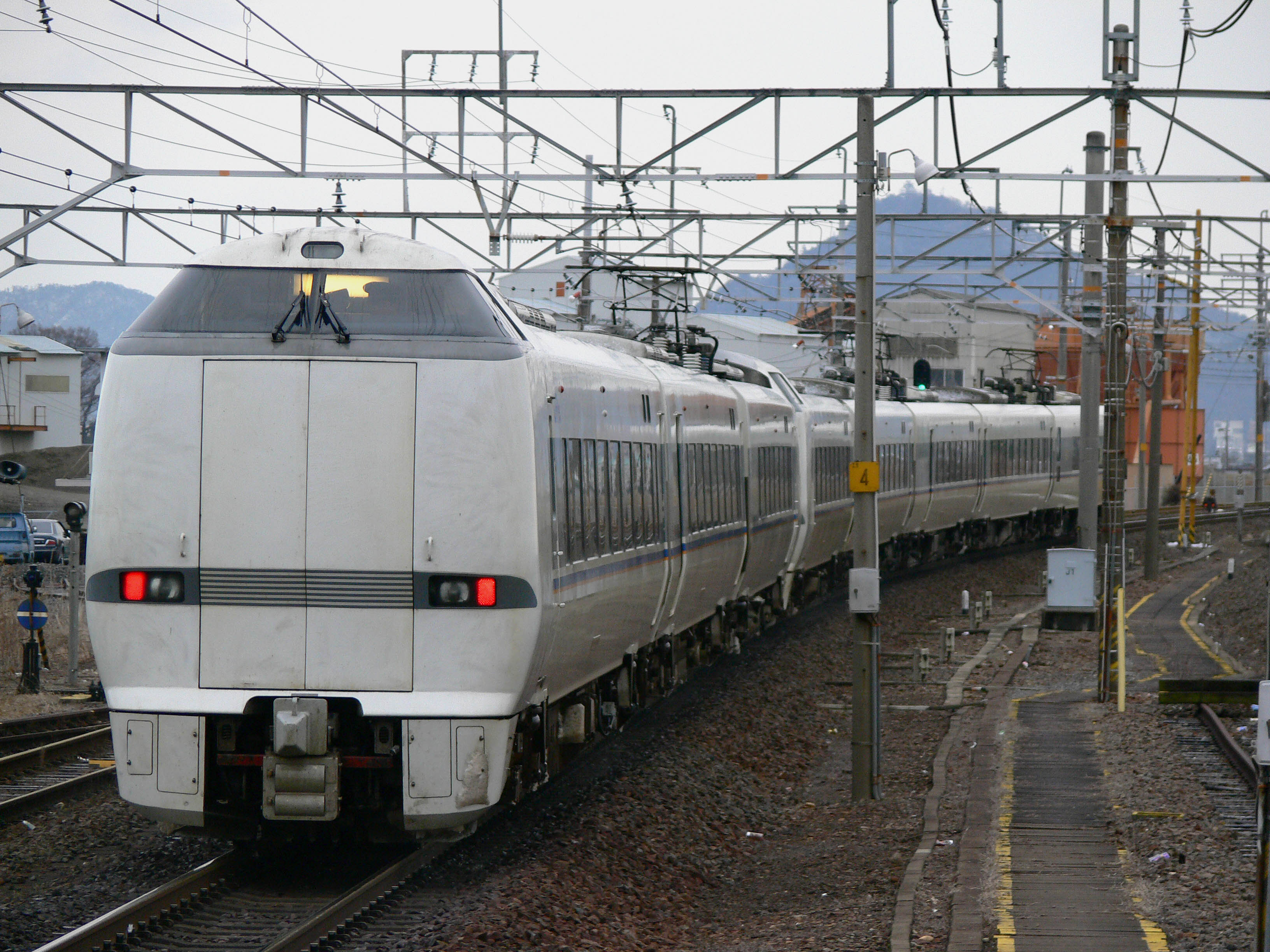
Formation 683-2000 du Shirasagi
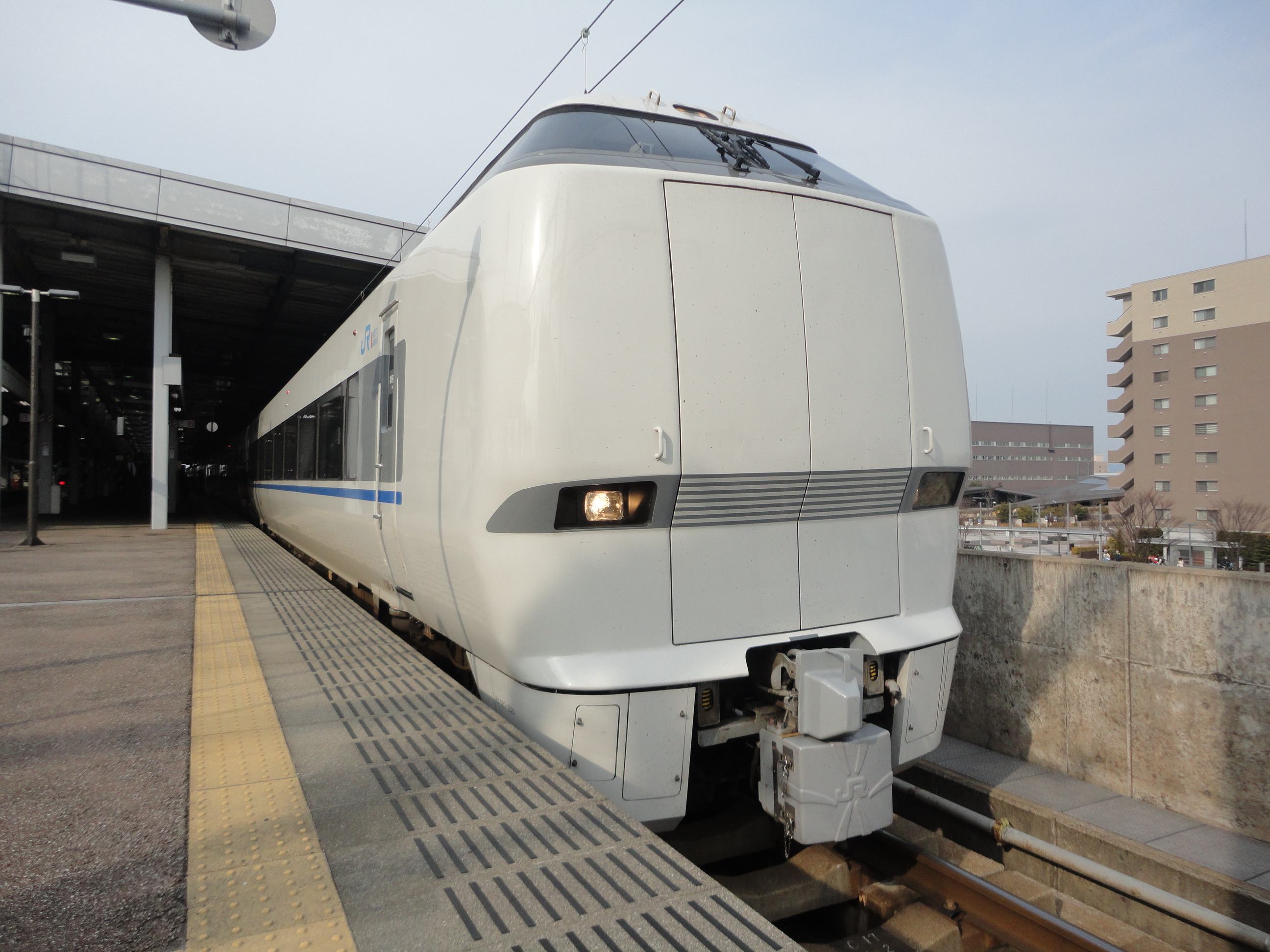
Formation 683-2000 du Thunderbird

### Séries 683-4000
Cette sous-série a été fabriquée pour remplacer la série 485 vieillissante qui "resistait" dans le secteur du lac Biwa. Douze formations de 9 voitures (ensembles T41 - T52) ont été fabriquées.
Carrosserie
Compte tenu de l'augmentation du nombre de places assises et de la possibilité de détournement vers d'autres sections de ligne, une configuration de 9 voitures fixes a été adoptée, et les deux cabines sont de type cabine de conduite surélevée + passerelle . Il s'agit également de la première carrosserie de voiture en alliage d'aluminium à la JR West, à intégrer une structure de prévention des collisions décalées.
Equipement
Le pantographe est un modèle à un bras de type WPS28D,installé en 3 exemplaires sur chaque formation pour, entre autres, empêcher la déconnexion avec la caténaire due à l'accumulation de neige. 
Le climatiseur est équipé d'un modèle type WAU704D centralisé, qui a été conçu pour réduire le bruit, en augmentant la capacité de l'échangeur de chaleur intérieur, en changeant le ventilateur intérieur et en réduisant le poids en révisant les composants .
Le moteur principal est du type WMT105A, dont la puissance nominale horaire a été améliorée à 255 kW en révisant le type d'isolation. Bien que le format du bogie n'ait pas changé, la structure a été révisée pour augmenter la résistance du récepteur du soc ,et le capteur de vitesse a été remplacé par un type sans fil.

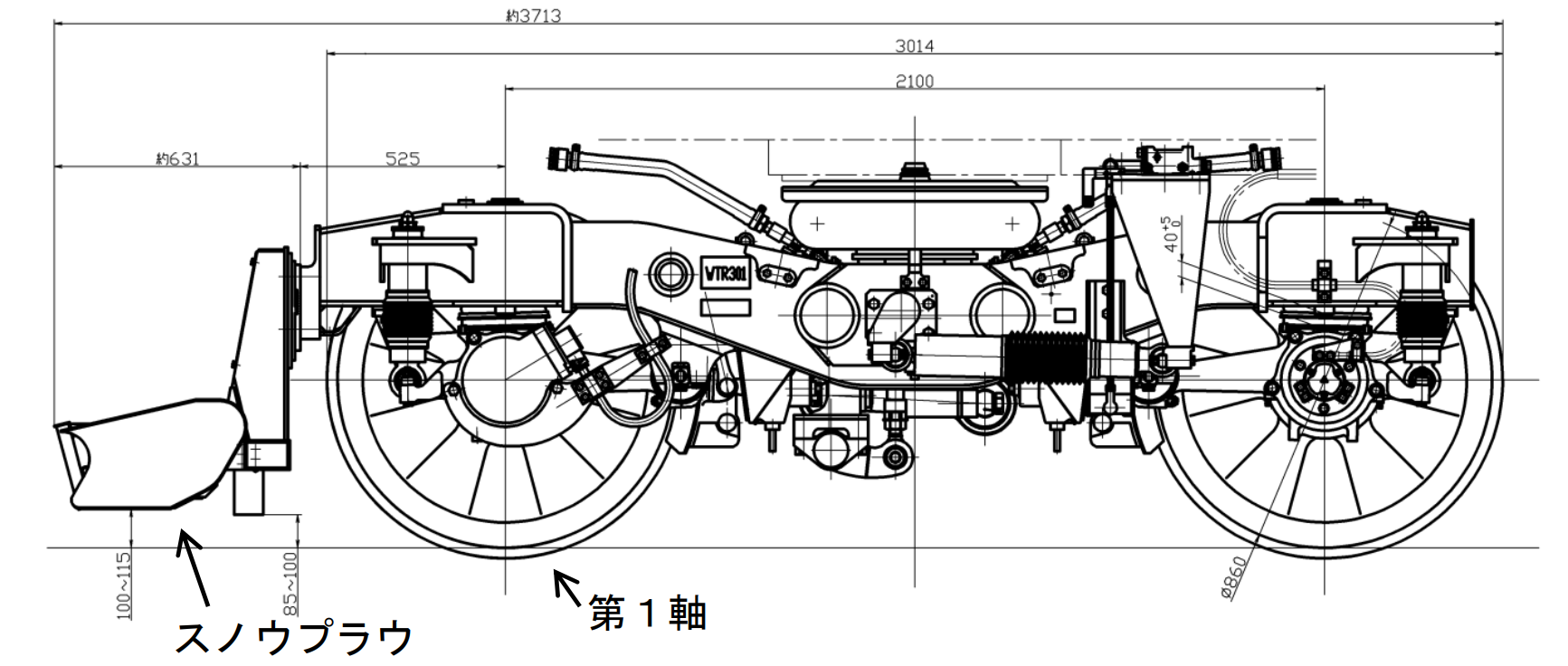
Schema d'un bogie d'une serie 683-4000

La couleur des sièges a été unifiée au bleu , les toilettes accessibles aux UFR et les salles polyvalentes ont été agrandies. De plus, des toilettes réservées aux femmes sont installées dans une des voitures .
Tous les sièges des "green cars" sont équipés de prises électriques .
La première formation a été achevée à Kinki Sharyo en décembre 2008. Après, un essai officiel a eu lieu le 3 février 2009 et des visites de la rame ont eu lieu aux gares de Toyama, de Fukui et de Kanazawa le 29 avril de la même année.
Avec la révision des horaires le 1er juin 2009, l'exploitation commerciale a commencé sur le service « Thunderbird » . La dernière formation a été livrée par Kinki Sharyo le 22 juillet 2011, mais les phares sur la partie supérieure avant de cette formation ont été modifiés .
Le 25 septembre 2015,le renouvellement et rénovation des séries 683 (dont les 683-4000) a commencé.La formation T51 a été présentée à la presse en tant que premier train rénovée, et l'exploitation commerciale a commencé le 26 septembre.
Le 9 décembre, le deuxième train renové, le train T46, est entré en service depuis le dépôt général de matériel roulant de Kanazawa après l'achèvement des travaux de rénovation . Le 16 juin 2018, la formation T48 a terminé ses travaux de renouvellement et a été remise en service, et les travaux de renouvellement de la série 4000 ont été achevés.
En raison de la révision des horaires du 18 mars 2023, tous les trains ont transféré leur affectation de Kanazawa à Kyōtō. Le numéro d'organisation a également été modifié de T41 - T52 à B31 - B42.

### Séries 683-8000
Cette série appartenait à Hokuetsu Express, une entreprise qui l'a commandée pour remplacer la série 485-3000 utilisée par la East Japan Railway Company (JR East) sur le service express limité « Hakutaka » avant la privatisation de la ligne .Le surnom du véhicule est Snow Rabbit Express, le même que celui de la série 681-2000 .L'exploitation commerciale a commencé le 1er mars 2005 (Heisei 17).
Au moment de son introduction, le véhicule était immatriculé dans le district de transport Hokuetsu Express Muikamachi, mais ses travaux d'entretien et de maintenance, ainsi que la série 681-2000, ont été sous-traités à JR West à Kanazawa. La voiture de tête de la formation secondaire (a 3 voitures) a une structure en nez aérodynamique similaire à celle des séries 681 et 683. La vitesse maximale était de 160 km/h, et c'était la seule série 683 à fonctionner à 160 km/h. Afin de pouvoir rouler a cette vitesse, la voiture électrique était équipée de freins à disque de type étrier 
Même après avoir été transféré du Hokuetsu Express a la  JR West, il a continué à appartenir au Kanazawa General Rolling Stock Yard et, depuis le 23 avril 2015, il était exploité sur les services « Thunderbird » et « Shirasagi » toujours aux couleurs du Hokuetsu Express.Plus tard, les rames sont affectées définitivement au service "Shirasagi" et la livrée a été changée.

## Exploitation

### JR West
- Thunderbird
- Shirasagi
- Rakuraku Biwako
- Ohayō Express
- Oyasumi Express
- Dinostar (du 14 mars 2015 au 15 mars 2024)
- Noto Kagaribi (depuis le 14 mars 2015)
- Kuroshio (depuis le 13 mars 2015)

### Hokuetsu Express
- Hakutaka (jusqu'au 12 mars 2015)

### JR Central
- Home Liner Ōgaki rapid service (jusqu'au 13 mars 2015)
- Home Liner Sekigahara rapid service (jusqu'au 13 mars 2015)

## Formations
Les séries 683 sont affectées a divers dépôts sur les lignes qu'elles exploitent, telles Shin Osaka, Kyōtō ,Maibara ,Tsuruga...

### JR West Japan
| ← Wakura Onsen/Nagoya (ligne principale Hokuriku) Maibara ,Osaka → |               |               |                 |               |                 |                 |               |               |                 |
|                                                                    |               |               |                 |               |                 |                 |               |               |                 |
|                                                                    |               |               |                 |               |                 |                 |               |               |                 |
|                                                                    |               |               |                 |               |                 |                 |               |               |                 |
| Série 683-0                                                        | 1             | 2 <>          | 3               | 4             | 5 <>            | 6               |               |               |                 |
| Désignation                                                        | T'c           | T             | M               | T             | T               | M'c             |               |               |                 |
| Numérotation                                                       | Kuro 683-0    | Saha 682-0    | Moha 683-1000   | Saha 683-300  | Saha 682-0      | Kumoha 683-1500 |               |               |                 |
| Série 683-0                                                        | 1 <>          | 2             | 3               |               |                 |                 |               |               |                 |
| Désignation                                                        | T'c           | M             | T'c             |               |                 |                 |               |               |                 |
| Numérotation                                                       | Kuha 682-500  | Moha 683-1300 | Kuha 683-700    |               |                 |                 |               |               |                 |
| Série 683-2000                                                     | 1 <>          | 2             | 3 <>            | 4             | 5               |                 |               |               |                 |
| Désignation                                                        | T'c           | M             | T               | T             | M'c             |                 |               |               |                 |
| Numérotation                                                       | Kuro 682-2000 | Moha 683-3400 | Saha 682-2200   | Saha 683-2500 | Kumoha 683-3500 |                 |               |               |                 |
| Série 683-2000                                                     | 1 <>          | 2             | 3               |               |                 |                 |               |               |                 |
| Désignation                                                        | T'c           | T             | M'c             |               |                 |                 |               |               |                 |
| Numérotation                                                       | Kuha 682-2700 | Saha 683-2400 | Kumoha 683-3500 |               |                 |                 |               |               |                 |
| Série 683-4000                                                     | 1             | 2 >           | 3               | 4 >           | 5               | 6               | 7             | 8 >           | 9               |
| Désignation                                                        | T'c           | T             | M               | T             | M               | T               | T             | T             | M'c             |
| Numérotation                                                       | Kuro 683-4500 | Saha 682-4300 | Moha 683-5000   | Saha 682-4400 | Moha 683-5400   | Saha 683-4700   | Saha 683-4800 | Saha 682-4300 | Kumoha 683-5500 |

### JR West Japan (véhicule transféré depuis l'Hokuetsu Express)
| ← Maibara Kanazawa/Nagoya → |                 |               |               |               |               |               |
|                             |                 |               |               |               |               |               |
|                             |                 |               |               |               |               |               |
|                             |                 |               |               |               |               |               |
| Série 683-8000              | 1               | 2 <>          | 3             | 4             | 5 <>          | 6             |
| Désignation                 | M'c             | T             | T             | M             | T             | T'c           |
| Numérotation                | Kumoha 683-8701 | Saha 682-8001 | Saha 683-8001 | Moha 683-8001 | Saha 682-8002 | Kuro 683-8001 |
| Série 683-0                 | 1               | 2             | 3 <>          |               |               |               |
| Désignation                 | T'c             | M             | T'c           |               |               |               |
| Numérotation                | Kuha 683-8701   | Moha 683-8301 | Kuha 682-8501 |               |               |               |

#### Information
- < > Pantographe
- MoHa ou Moha (モハ) : motrice sans cabine
- SaHa ou Saha (サハ) : remorque sans cabine
- KuHa ou Kuha (クハ) : remorque avec cabine
- KuMoHa ou Kumoha (クモハ) : motrice avec cabine

### Organisation
Les motrices sont numérotées impair(e)s ; les voitures Tp, qui combinent des duos de motrice et voiture, et sont équipées de pantographes et d'équipements spéciaux à haute tension, sont numérotées pair(e)s, et les voitures T, qui sont des voitures indépendantes, impair(e)s. 
- Type Kumoha 683 - ... (Mc)

Il s'agit d'une motrice ordinaire avec une cabine de conduite, utilisée en combinaison avec les types Kuha 682 et Saha 682. Une installation accessible aux fauteuils roulants est installée à l'arrière, un dispositif de contrôle (onduleurs) du véhicule, un compresseur d'air électrique, etc., sont installés.
- Type Moha 683 - ... (M)

C'est une motrice normale sans cabine qui est située au milieu de la formation, et qui est utilisée en duo avec les Kuro 682, Kuha 682 et Saha 682. Elle est équipée d'un dispositif de contrôle (onduleurs de tension) et d'un compresseur d'air électrique.
- Kuro 683 - ... (Tsc)

Voiture verte (Green Car/17re classe) avec une cabine de conduite. Des toilettes et une salle d'eau sont prévues à l'avant.
- Kuro 682 - ... (Tpsc)

Voiture verte (Green Car/1ere classe) avec une cabine de conduite, utilisée en combinaison avec le type Moha 683. Des toilettes et une zone fumeurs sont prévues à l'avant. Coté technique, un transformateur principal, un redresseur principal, un pantographe, etc., sont installés.
- Type Kuha 683 - ... (TC)

Voiture ordinaire avec une cabine de conduite. Des toilettes et des installations accessibles aux fauteuils roulants seront installées à l'arrière.
- Type Kuha 682 - ... (Tpc')

Voiture ordinaire avec une cabine de conduite, utilisée en combinaison avec les types Kumoha 683 et Moha 683. Des toilettes sont installées à l'avant. Coté technique, un transformateur principal, un redresseur principal, un collecteur de courant, etc., sont installés.
- Type Saha 683 - ... (T)

Voiture ordinaire sans cabine qui est assemblée au milieu du train. Elle est équipée de toilettes, de salles de préparation des ventes à bord, d'installations accessibles aux fauteuils roulants, de salles polyvalentes, de distributeurs automatiques, de salles commerciales et d'une salle de chef de train.
- Type Saha 682 - ... (Tp)

Voiture normale sans cabine, composée au milieu du train, et utilisée en combinaison avec les types Kumoha 683 et Moha 683. Des toilettes et des téléphones publics sont installés à l'avant. Coté technique, des transformateurs principaux, des redresseurs principaux, des collecteurs de courant, etc., sont installés.

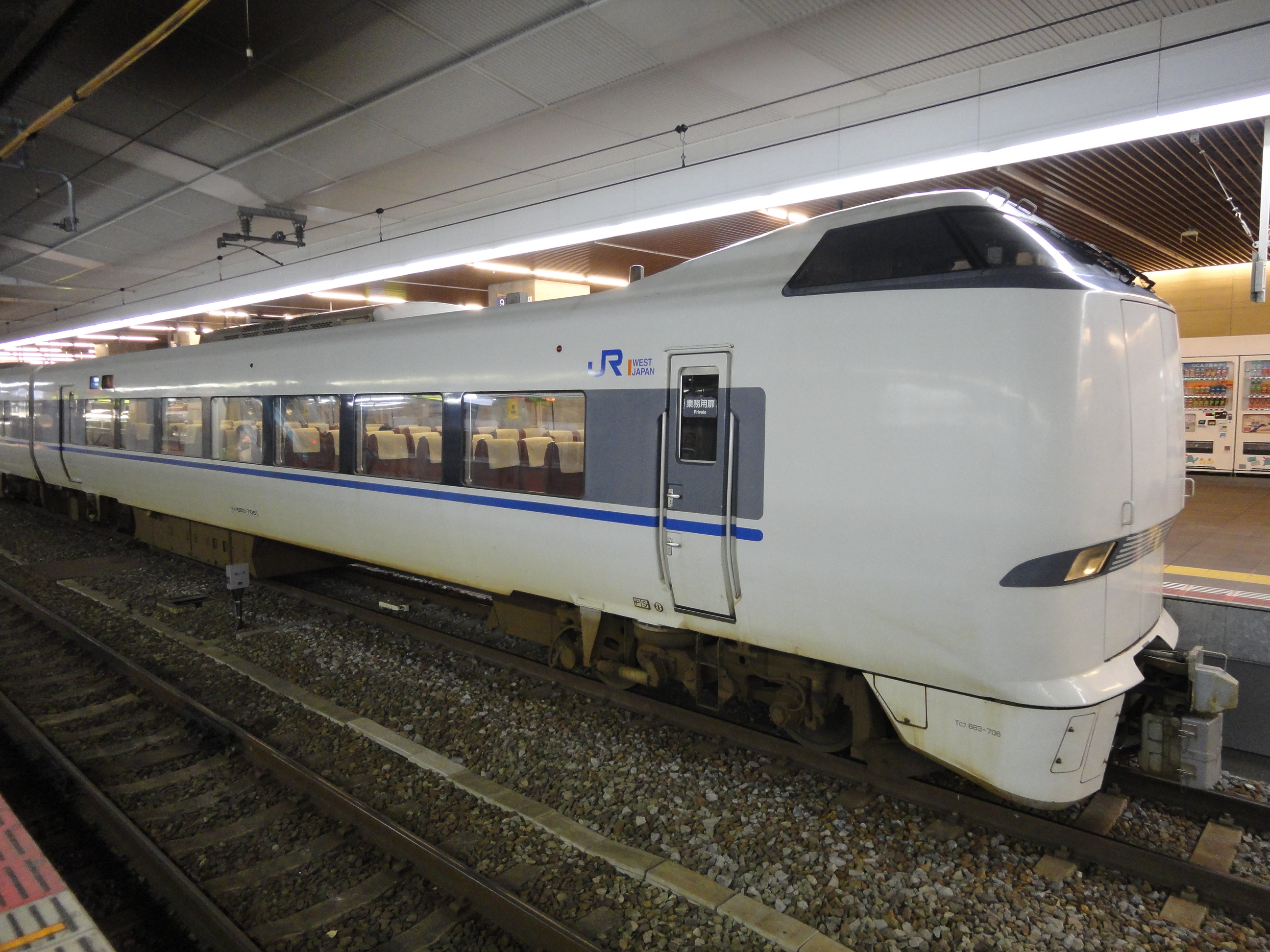
Kuha 683 (formation à 3 voitures)
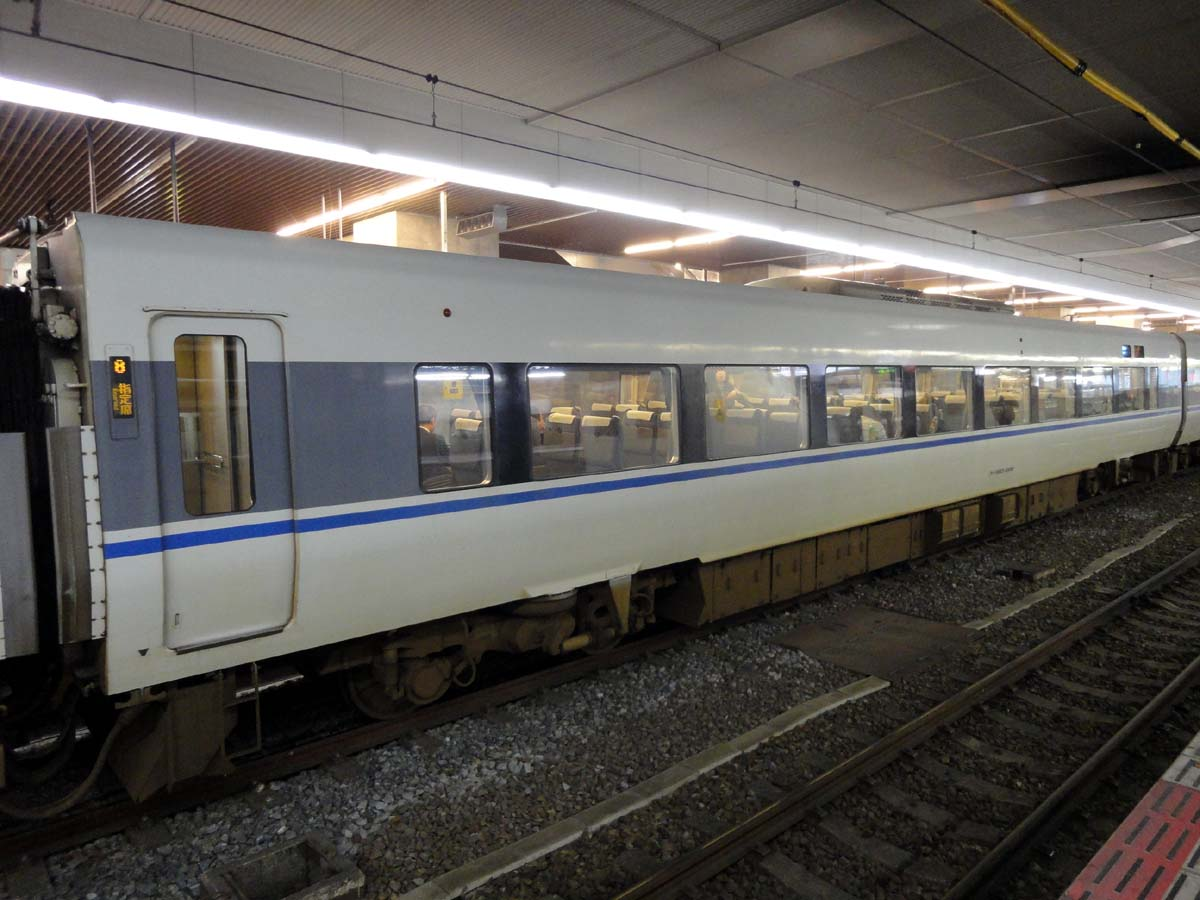
Moha 683 (formation 3 voitures)
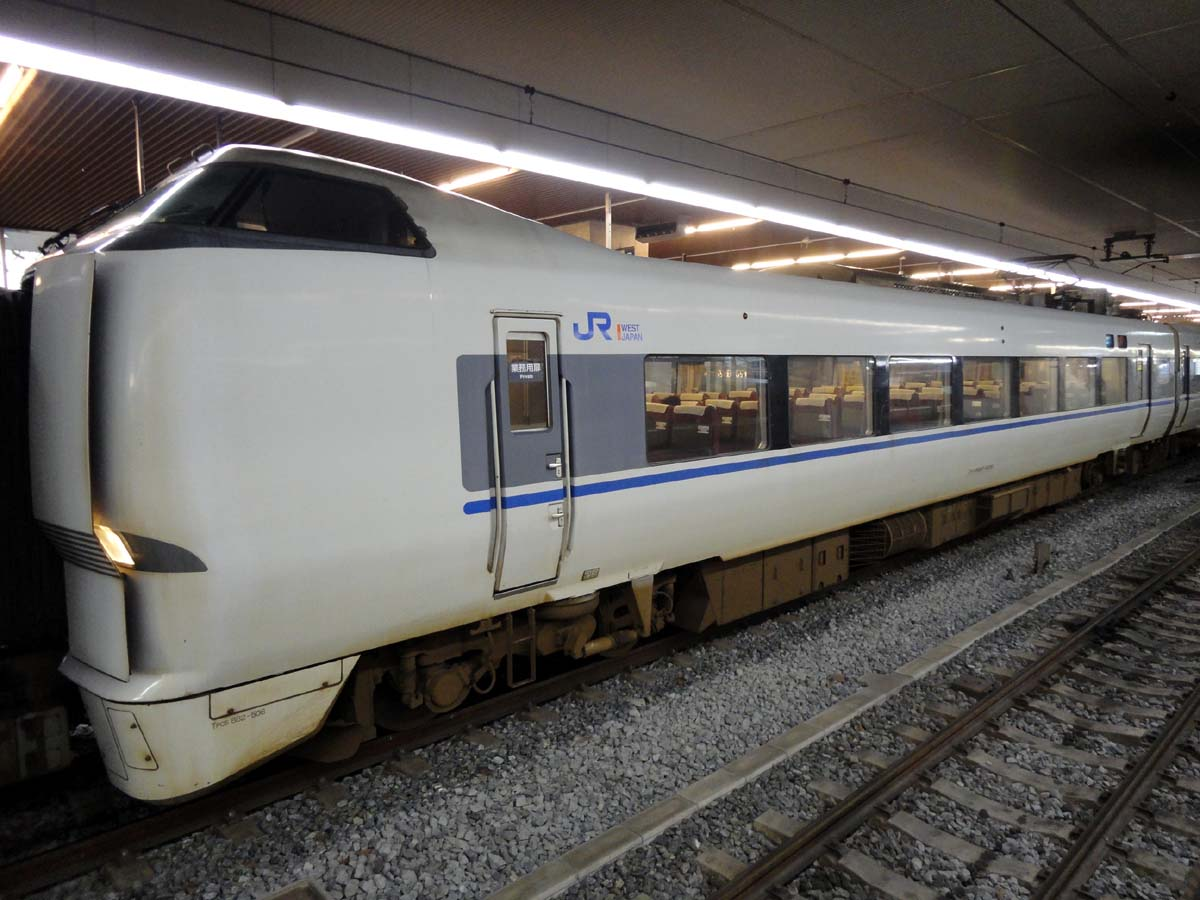
Kuha 682 (formation 3 voitures)
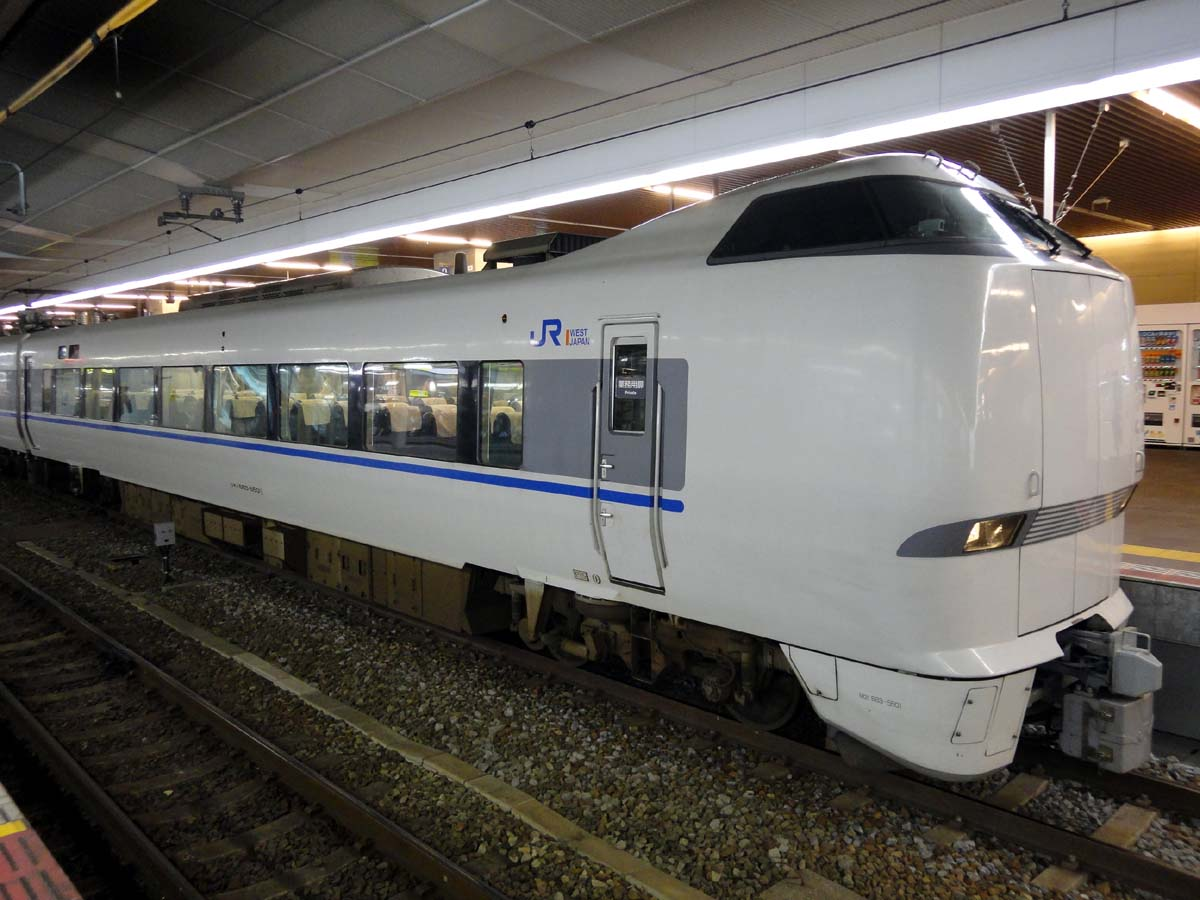
Kumoha 683(formation 9 voitures)
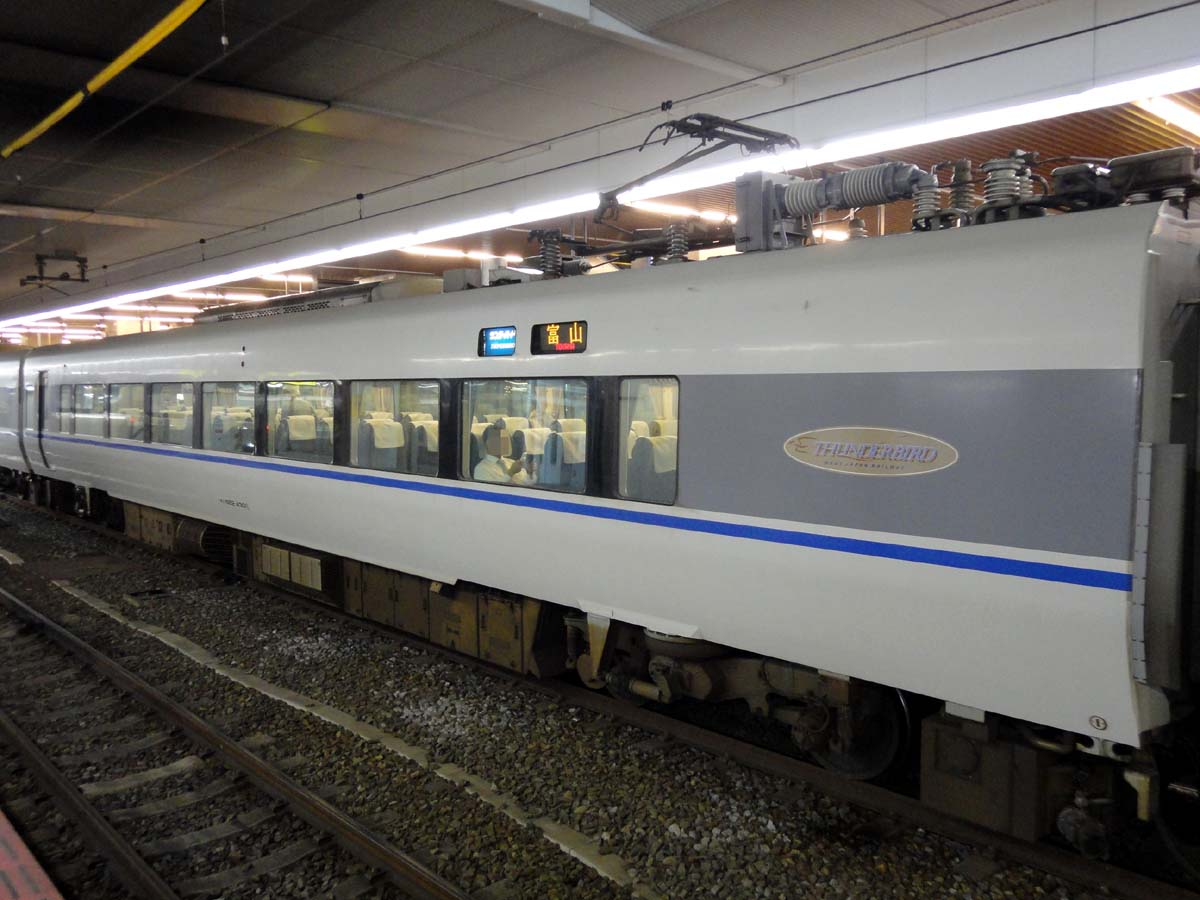
Saha 682 (formation 9 voitures)
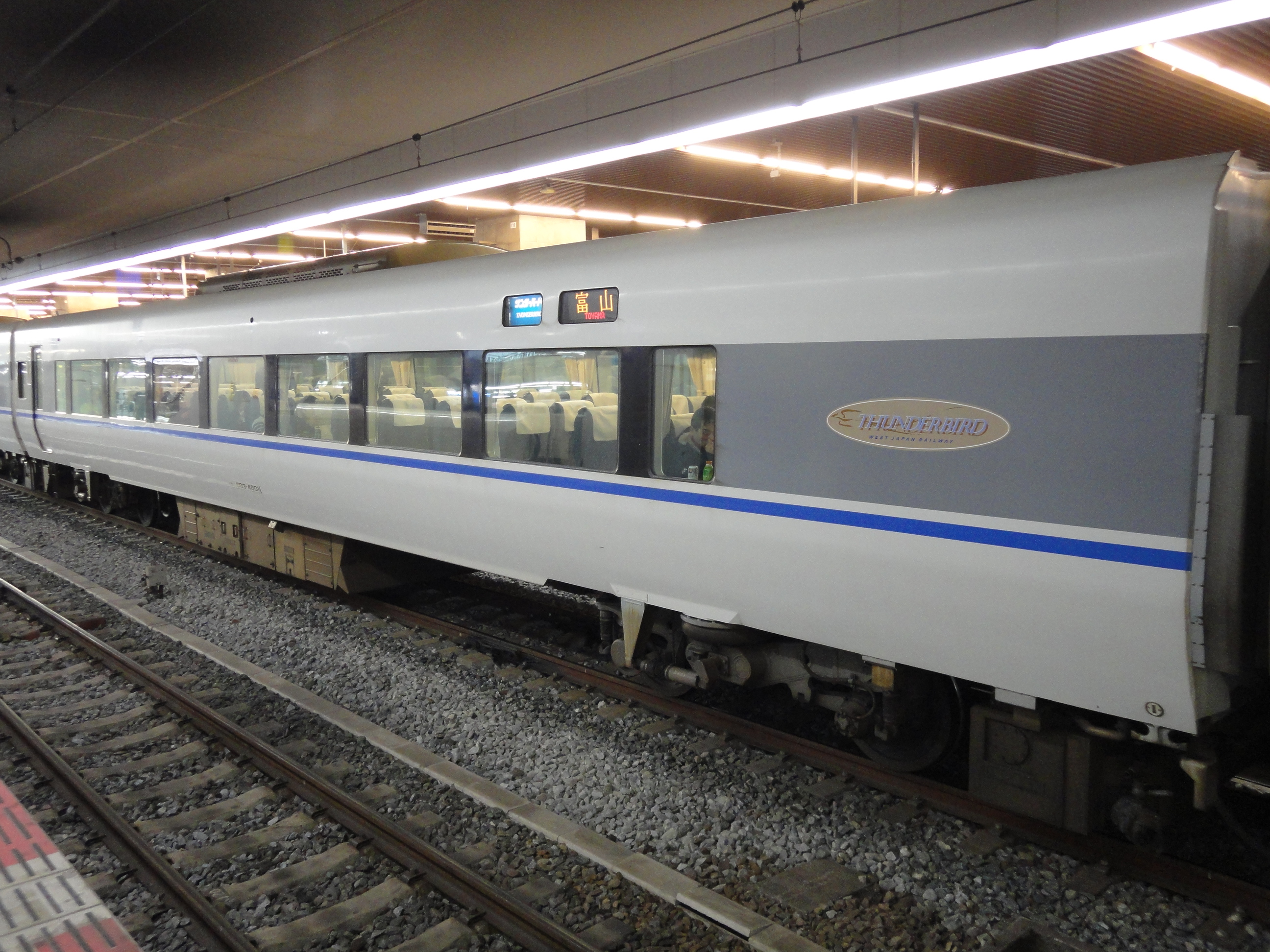
Saha 683 (formation 9 voitures/2 exemplaires par formation)
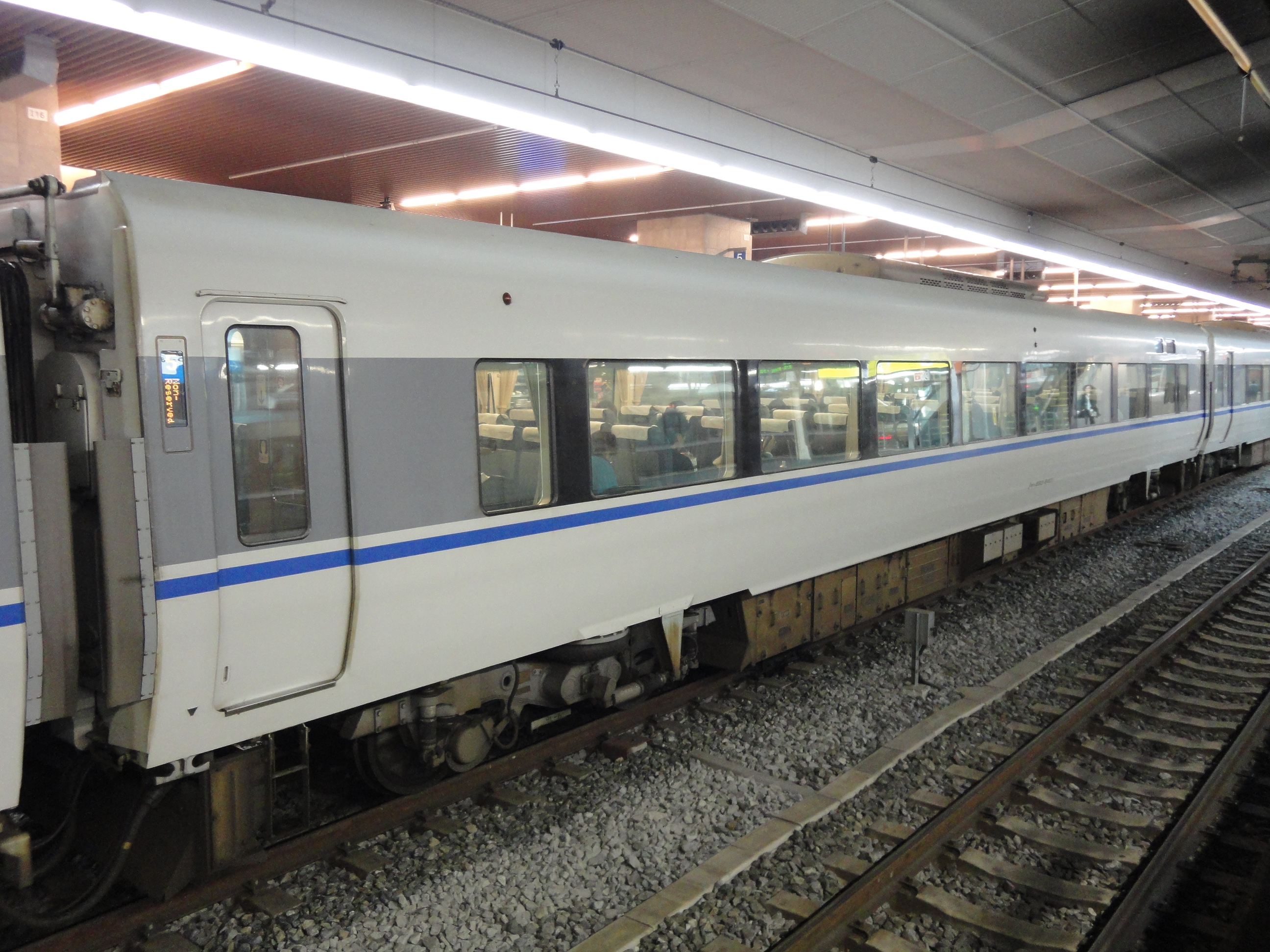
Moha 683 (formation 9 voitures)
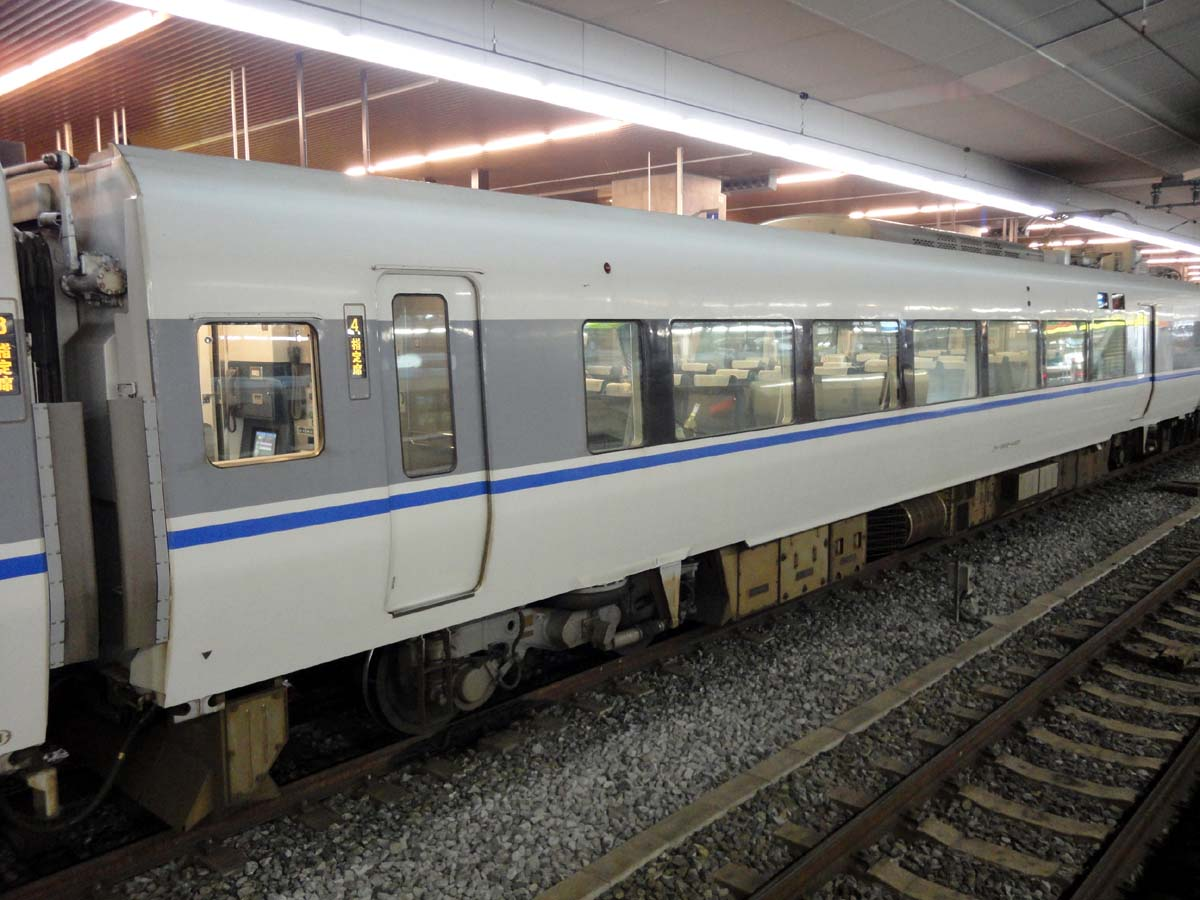
Saha 682(formation 9 voitures)
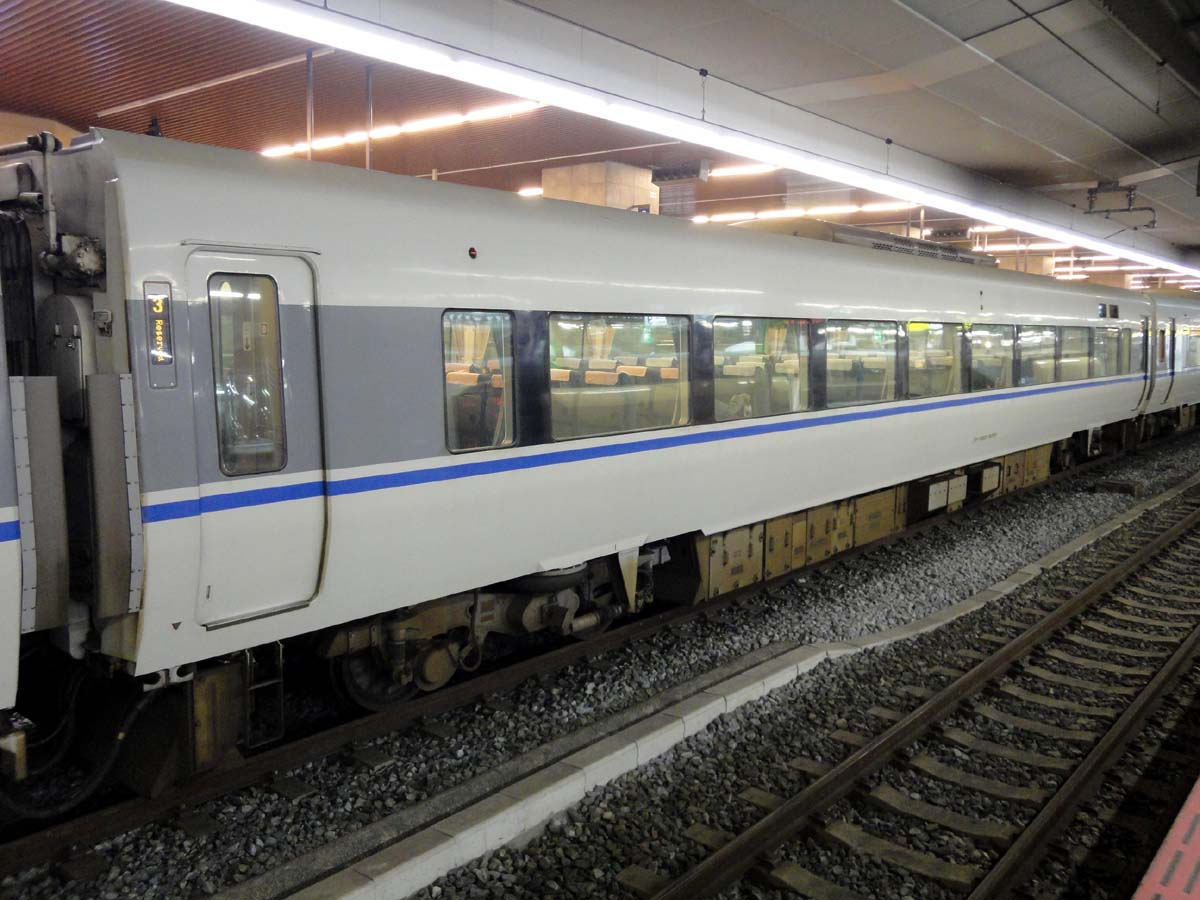
Moha 683(formation 9 voitures)
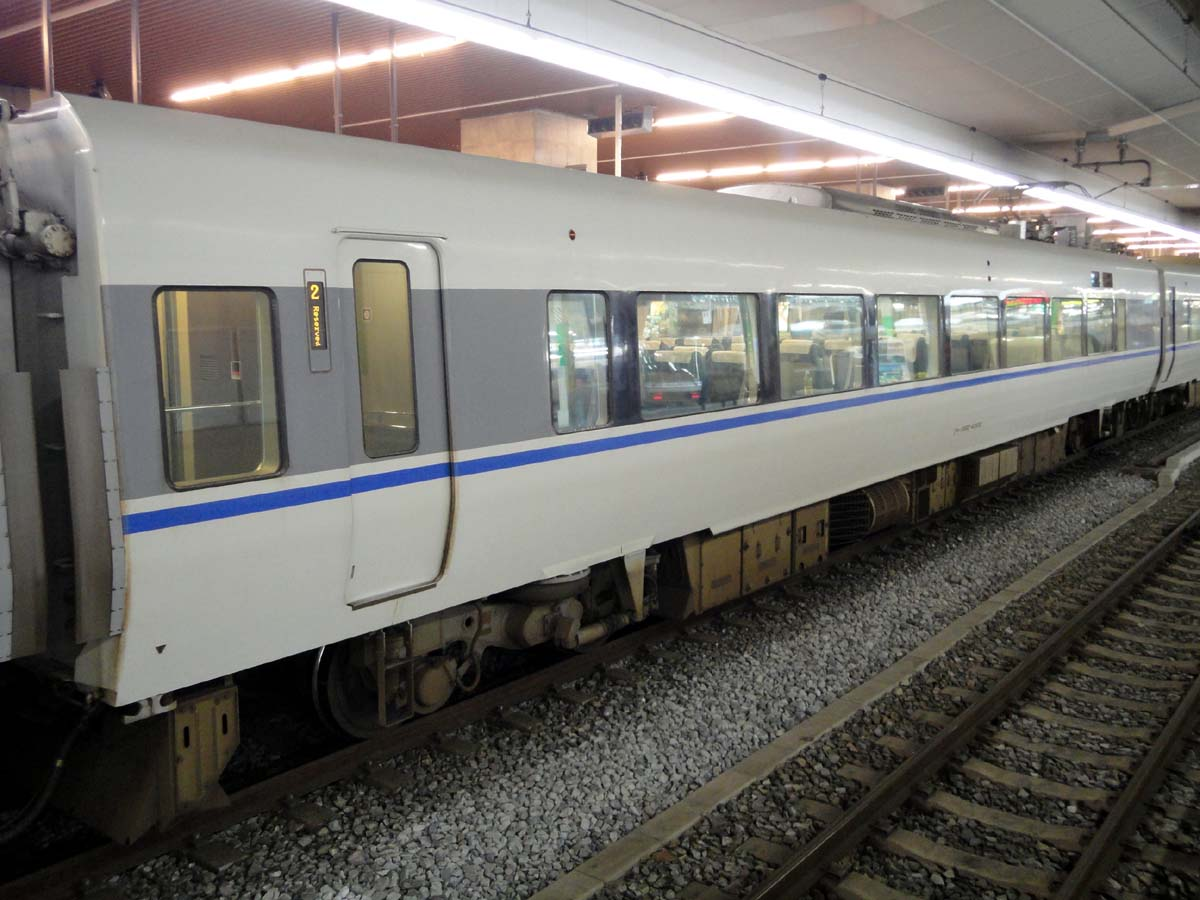
Saha 682 (formation 9 voitures)
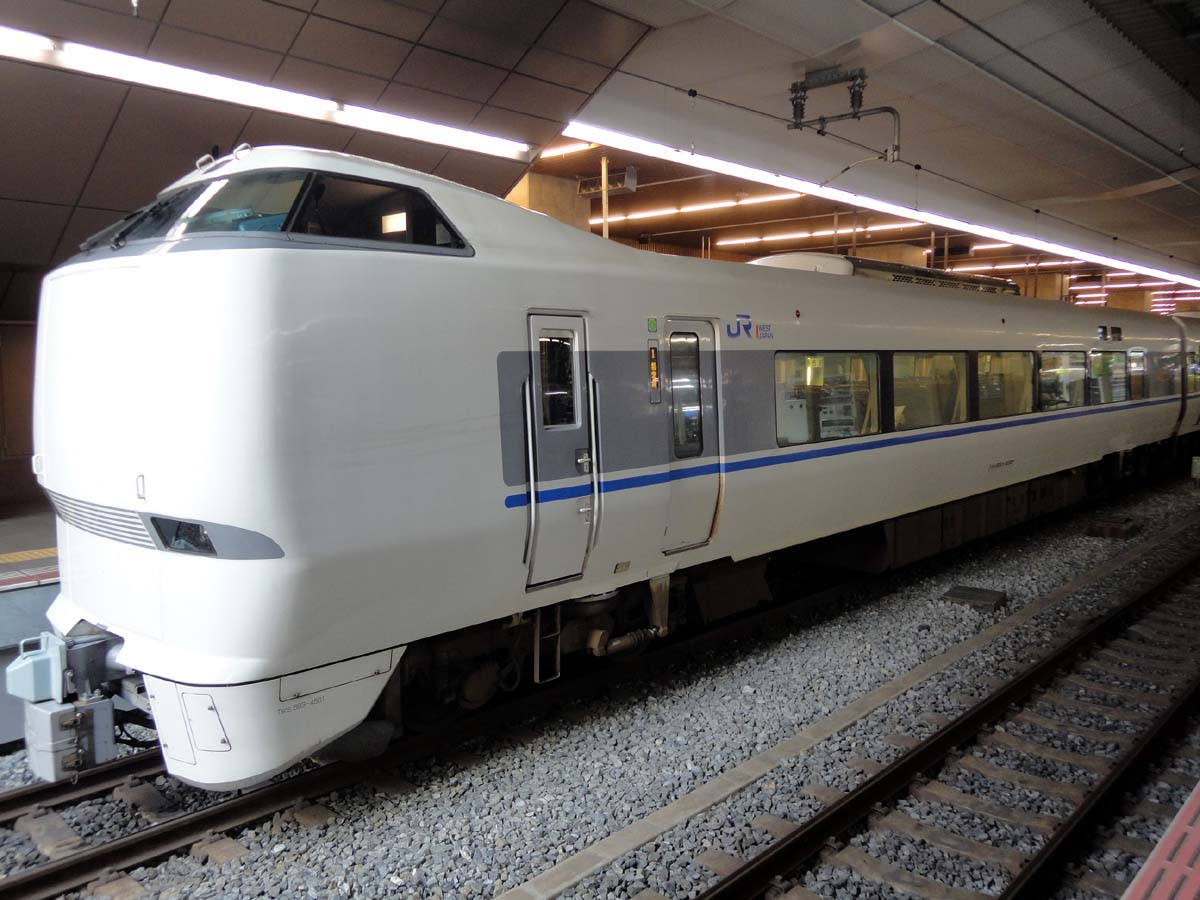
Kuro 683 (formation 9 voitures)

## Rénovation
Toutes les rames de la série 683 utilisées sur les services express limités Thunderbird ont subi un programme de rénovation de l'automne 2015 jusqu'à la fin de l'exercice 2018. Le premier ensemble traité, l'ensemble T51 de la série 683-4000 à neuf voitures, a été remis en service en septembre 2015.

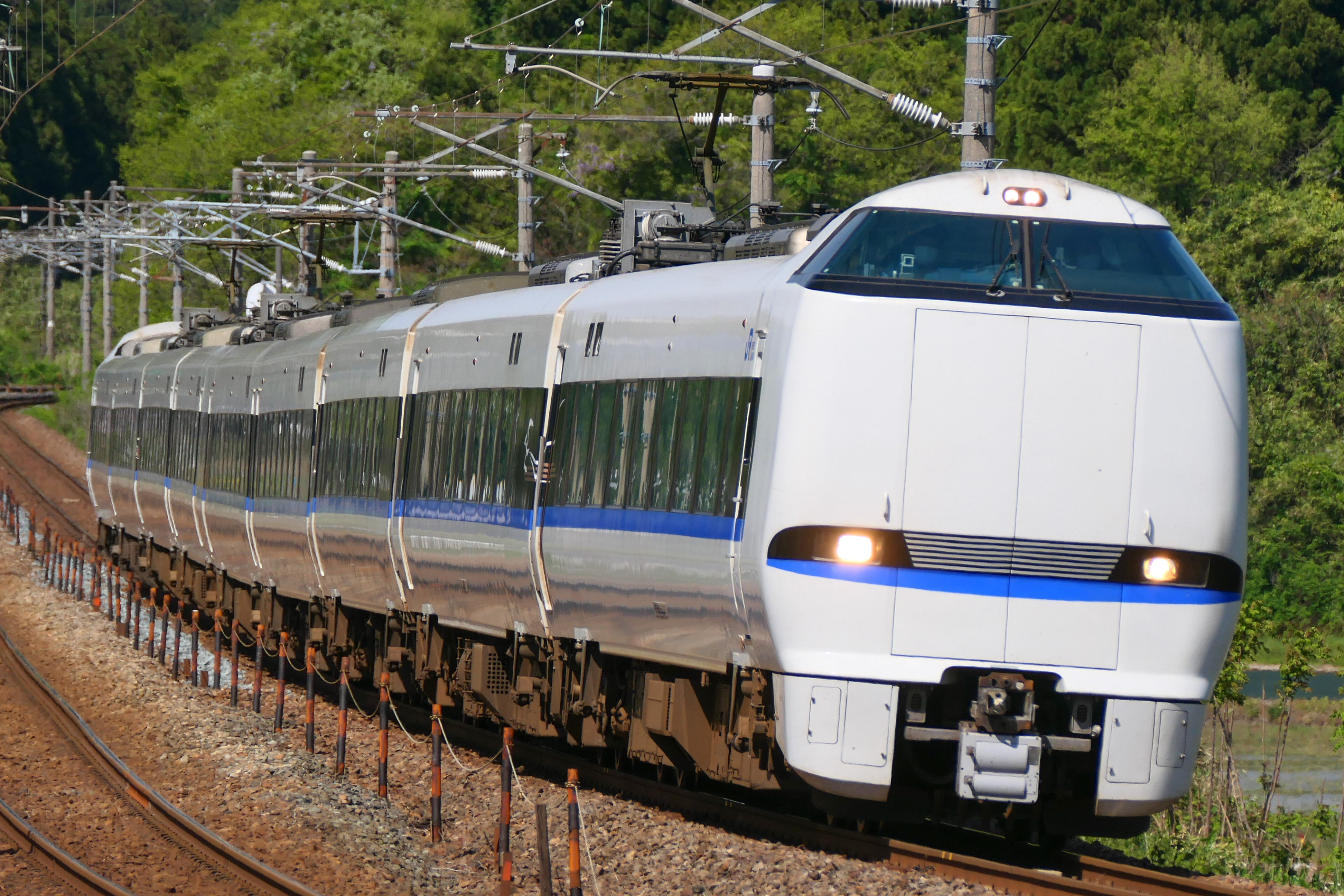
Un élément rénové en 2022

## Modélisme
La série 683 est reproduite à l'échelle N par Kato et Tomix, en formations de 3, 6 et 9 voitures, et sous les couleurs de plusieurs lignes.

## Galerie photos

### Extérieur

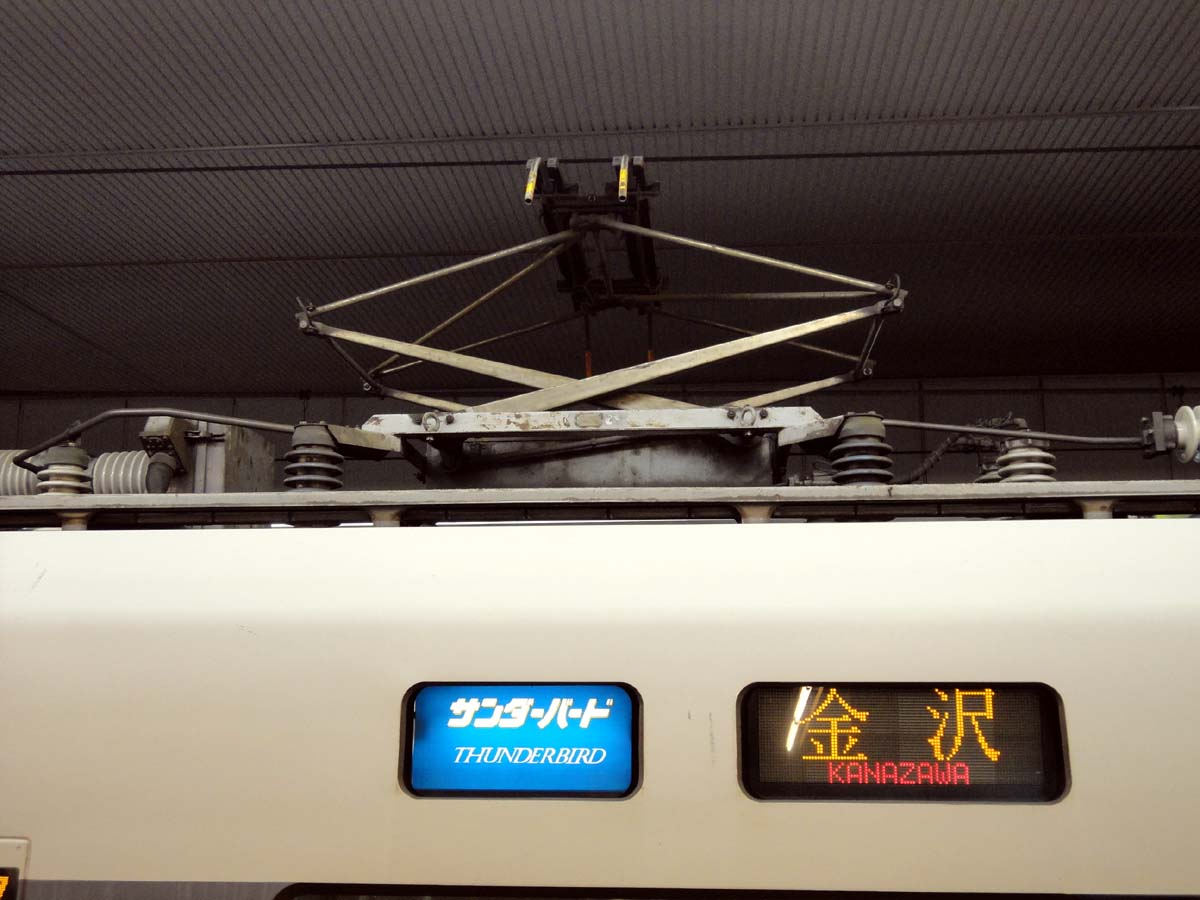
Pantographe en diamant sur cadre croisés
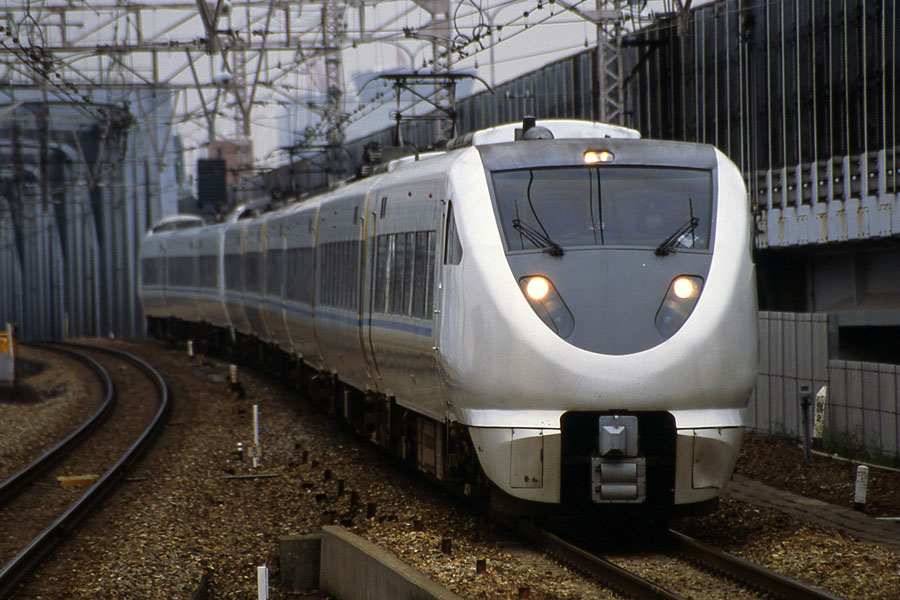
Nez aérodynamique
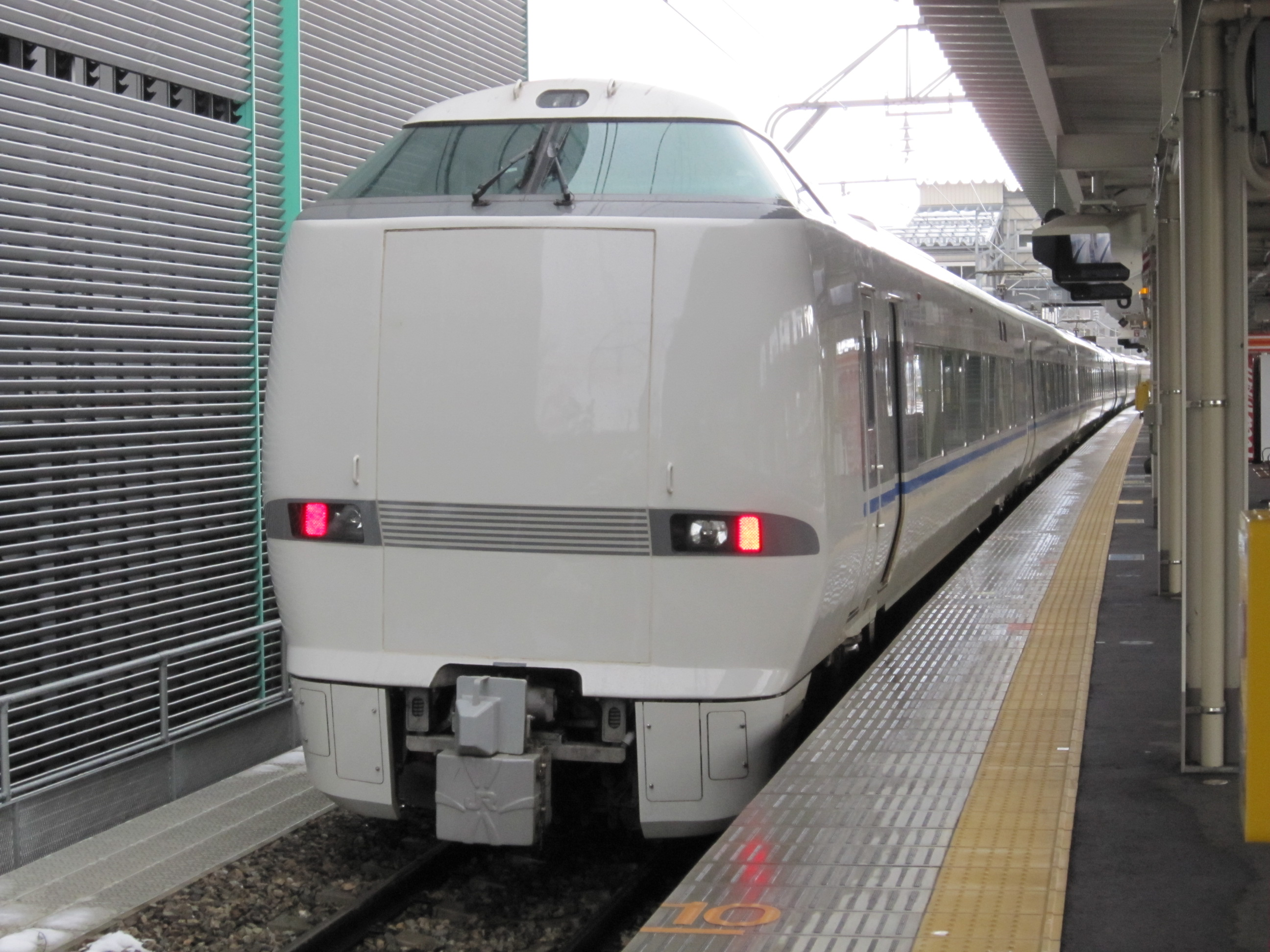
Nez permettant l'intercirculation